# Centro Universitário Euroamericano
O Centro Universitário Euroamericano (UNIEURO) é uma instituição de ensino superior particular brasileira, com sede em Brasília, no Distrito Federal e com Campus nas regiões de Brasília e Águas Claras. Grande parte do seu corpo docente é formado por mestres e doutores, além de possuir excelentes instalações para seus discentes.

## História
O Unieuro foi fundado em 1998 e consolida-se no ensino superior do Distrito Federal como uma das maiores instituições de ensino. Possui instalações modernas, arrojadas, projetos que mobilizam toda a sociedade e principalmente, um ensino focado nos princípios humanistas e éticos na busca da cidadania plena e universal. Esse sucesso permite que sonhos sejam realizados e carreiras construídas. O orgulho de fazer parte da vida de cada aluno é a nossa recompensa pelos anos de esforço e dedicação.
Em janeiro de 2019 o curso de Medicina passou a ser oferecido na instituição. Conforme o Ministério da Educação a nova graduação apresenta nota máxima Organização Didático-Pedagógica, Corpo Docente e Infraestrutura. Os alunos contam com um prédio único para as aulas, que são concentradas na unidade sede, câmpus Asa Sul, na Avenida das Nações.

## Estrutura
O Unieuro possui três campi: o Campus I está situado na região administrativa de Brasília na Asa Sul, o Campus II está situado na região administrativa de Águas Claras e o Campus III está situado na região administrativa de Brasília na Asa Norte.